# Cuculidae
I Cuculidi (Cuculidae Vigors, 1825) sono una famiglia di uccelli, unica famiglia appartenente all'ordine dei Cuculiformi.

## Descrizione

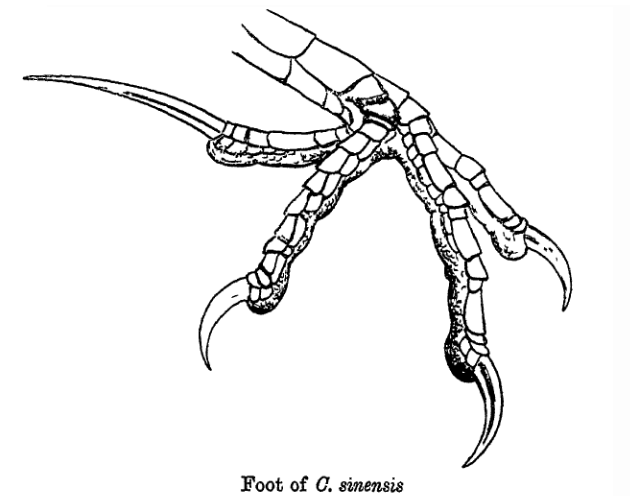
Disposizione zigodattile nei Cuculidi

Tutti i Cuculidi sono uccelli di dimensioni medie o piccole, con taglie comprese tra i 17 g e i 15 cm del cuculo bronzato minore, ai 630 g e 63 cm dello cuculo becco scanalato. C'è in genere un piccolo dimorfismo sessuale nella dimensione, ma, nelle specie in cui esiste, il più grande tra i due sessi può essere o il maschio o la femmina.

Una delle più importanti caratteristiche che contraddistinguono la famiglia sono i piedi: essi sono zigodattili, hanno cioè le due dita interne rivolte in avanti e le due esterne rivolte indietro.  Tra le specie ci sono due forme base: quelle arboricole (come il cuculo comune) che sono snelle e hanno tarsi corti, e quelle terricole (come il roadrunner) che sono più tarchiate e hanno tarsi più lunghi. Quasi tutte le specie hanno lunghe code che sono usate per controllare le manovre (a mo' di timone), durante la corsa in quelle terrestri e durante il volo in quelle arboricole. Anche la forma delle ali varia a seconda dello stile di vita: le specie più migratorie, come il cuculo occhirossi, posseggono ali lunghe e strette capaci di lunghi voli battuti, mentre i cuculi più stanziali come i cucal e le malcoa hanno ali più corte e arrotondate e il volo più planato.

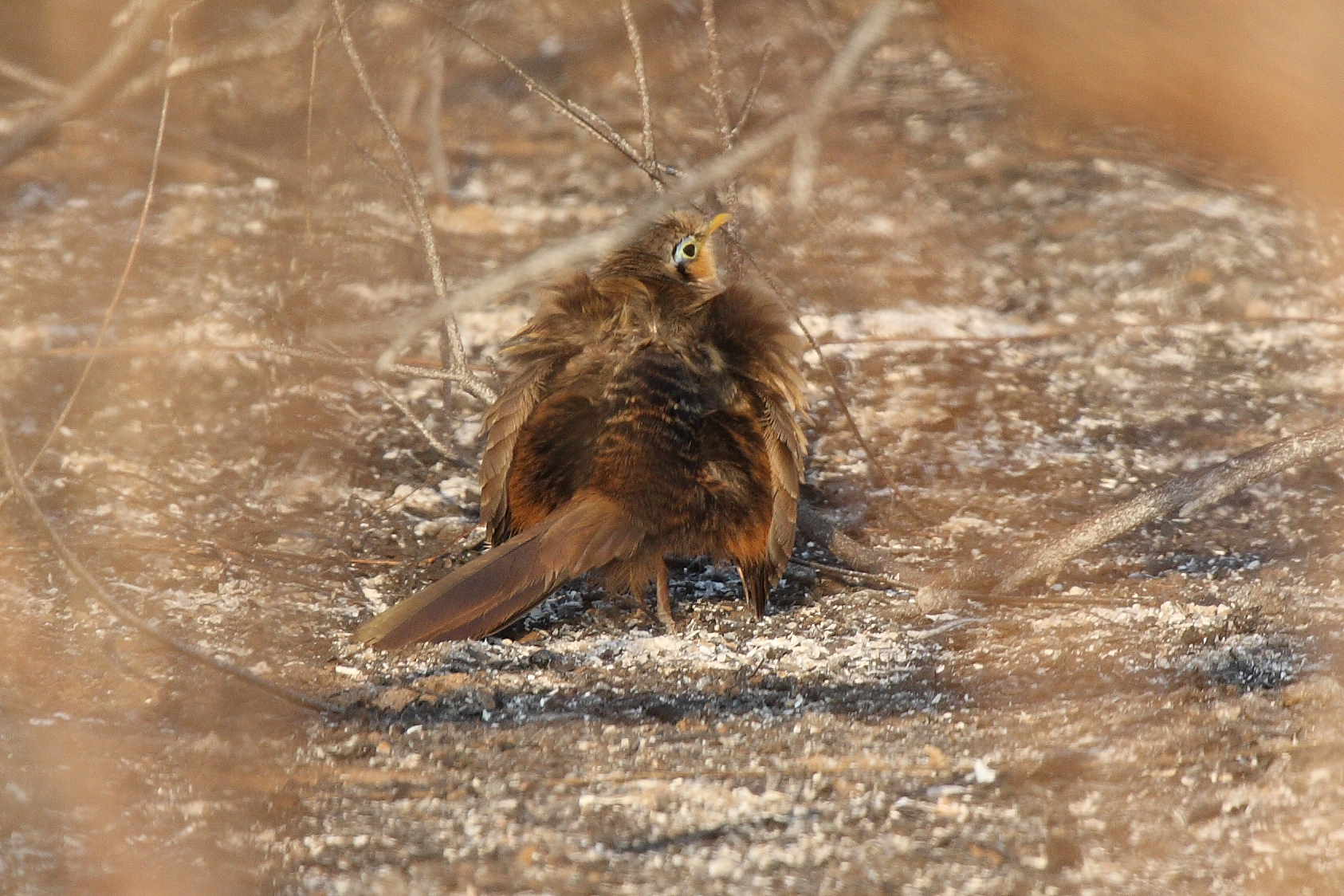
Cuculo di terra minore che fa un bagno di sole.

Le piume dei cuculi sono in genere soffici e si impregnano d'acqua durante una forte pioggia. Per asciugarsi quindi sono soliti fare dei semplici o più complessi bagni di sole (gli ani, ad esempio, tengono le ali aperte come i cormorani o gli avvoltoi). I piumaggi esibiti variano notevolmente all'interno della famiglia. Alcune specie, soprattutto quelle parassite di nidiata, hanno una colorazione mimetica, laddove le altre sfoggiano colori brillanti ed elaborati, particolarmente vero per il genere Chrysococcyx a cui appartengono specie dal piumaggio iridescente.

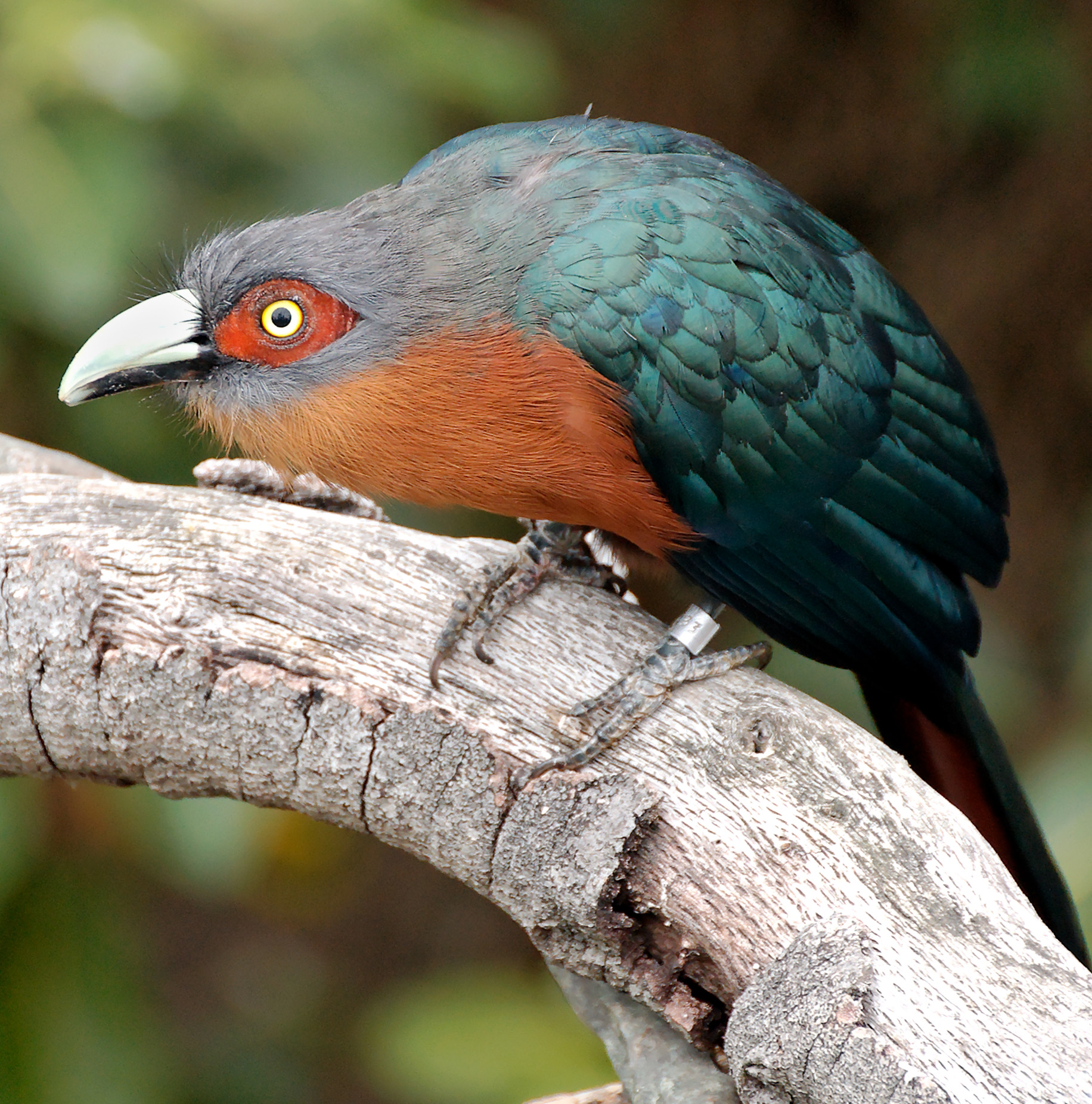
Colorazione variopinta della malcoa pettocastano

Alcuni cuculi invece posseggono l'aspetto dei falchi, con striature sulle parti inferiori del corpo. Questo mette in allarme le specie da parassitare e permette alla femmina di accedere ai nidi con più facilità. Alcuni giovani hanno una colorazione simile a quella dei loro ignari ospiti, come ad esempio il koel, che in India ha una prole dal piumaggio nero simile ai corvi che parassita, mentre in Australia i pulcini sono bruni come nelle nidiate dei Melifagidi. Il dimorfismo sessuale nel piumaggio non è comune tra i cuculi, ma si può riscontrare in alcune specie parassitiche del Vecchio Mondo.
I generi differiscono tra loro anche per il numero delle penne primarie delle ali che sono 9 nei generi 
Phaenicophaeus, Coccyzus e Piaya,  9 o 10 in Cuculus, 10 in Pachycoccyx, Clamator levaillantii e Centropus, 11 in  Microdynamis, Eudynamys, Clamator glandarius, 12 in alcune
specie di Centropus e 13 in Scythrops novaehollandiae.

## Distribuzione e habitat

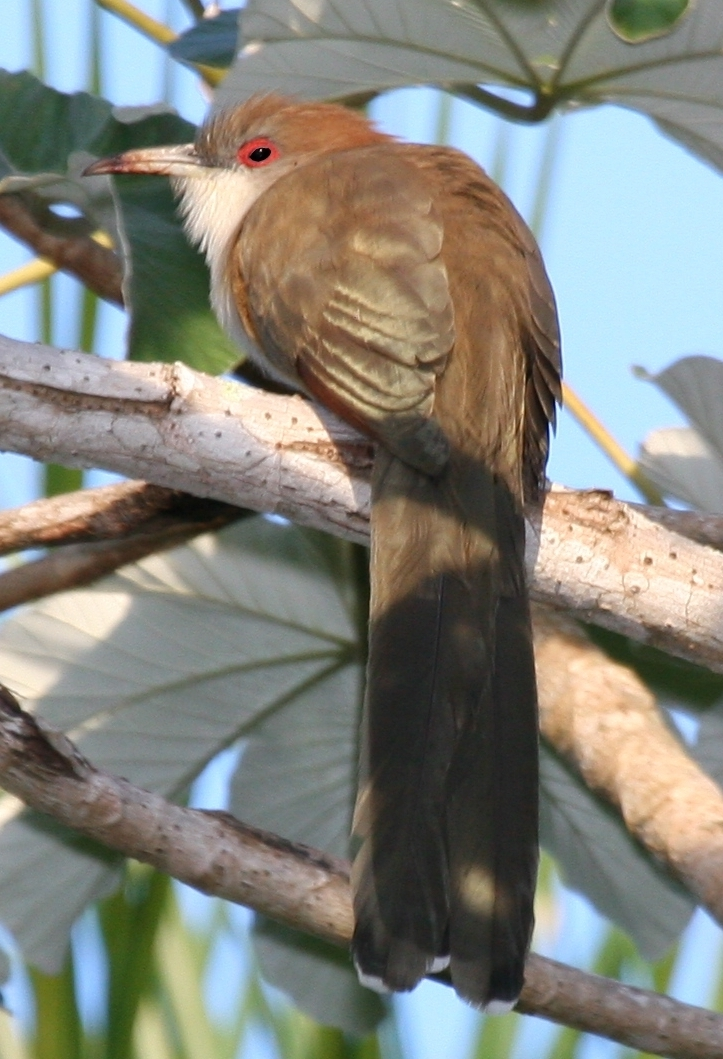
Il cuculo lucertola maggiore è un grande cuculo insulare dei Caraibi

I Cuculidi sono presenti in quasi tutto il mondo, mancano solo dall'Antartide, dall'estremo sudest del Sud America, dall'estremo nord e nordovest del Nord America, e dalle regioni aride del Medio Oriente e del Nord Africa (sebbene vi passino durante le migrazioni). Sono generalmente uccelli di passo sulle isole dell'Oceano Indiano e dell'Atlantico; una specie invece nidifica sulle isole del Pacifico e un'altra sverna su di esse.
I Cuculinae sono la sottofamiglia più diffusa, presente in Europa, Africa, Asia, e Oceania. Tra i Phaenicophaeinae, le malcoa e i cuculi terrestri asiatici sono ristretti all'Asia meridionale, i cua al Madagascar, mentre il beccogiallo è diffuso in Africa. I cucal sono presenti in Africa, nell'Asia tropicale fino all'Australia e alle Isole Salomone. Le restanti tre sottofamiglie (Coccyzinae, Neomorphinae e Crotophaginae) contengono le specie del Nuovo Mondo, presenti (tutte e tre) sia nel Nord che nel Sud America. I Coccyzinae sono la sottofamiglia che si spinge più a nord, nidificando anche in Canada; i Crotophaginae invece raggiungono al massimo gli Stati Uniti meridionali (Florida) al pari dei Neomorphinae.
Gli habitat appropriati per i cuculi sono quelli dove si trovano fonti di cibo (insetti e specialmente bruchi) e luoghi in cui nidificare. Nel caso delle specie parassite di nidiata, l'habitat idoneo è anche quello delle specie ospiti. I Cuculidi comunque sono distribuiti in una gran varietà di habitat. La maggior parte vive in foreste e zone boschive, in particolare nelle foreste pluviali sempreverdi dei tropici. Altre sono legate alle foreste di mangrovie, tra queste il cuculo bronzato minore, alcuni malkoha e cucal, e il cuculo delle mangrovie. Oltre alle foreste, i cuculi possono vivere anche in ambienti aperti, tra cui zone aride e desertiche come il roadrunner o il cuculo pallido. Le specie delle regioni temperate come il cuculo comune posseggono un'ampia gamma di habibat per sfruttare al meglio le potenziali nidiate ospiti, perciò, oltre ai boschi, possono vivere vicino ai canneti (dove possono parassitare la cannaiola) o anche nelle brughiere senza alberi (in cui vive la pispola).

### Migrazione
La maggior parte dei cuculi è sedentaria, ma parecchie specie, soprattutto quelle delle regioni temperate, intraprendono regolari migrazioni stagionali, e parecchie altre intraprendono spostamenti parziali all'interno del proprio areale. Le migrazioni possono essere diurne, come nel caso del cuculo becco scanalato, o notturne, come nel caso del cuculo americano. Per le specie che vivono ad alte latitudini, la migrazione verso climi più caldi è dettata dalla disponibilità di cibo che diminuisce con l'arrivo dell'inverno.

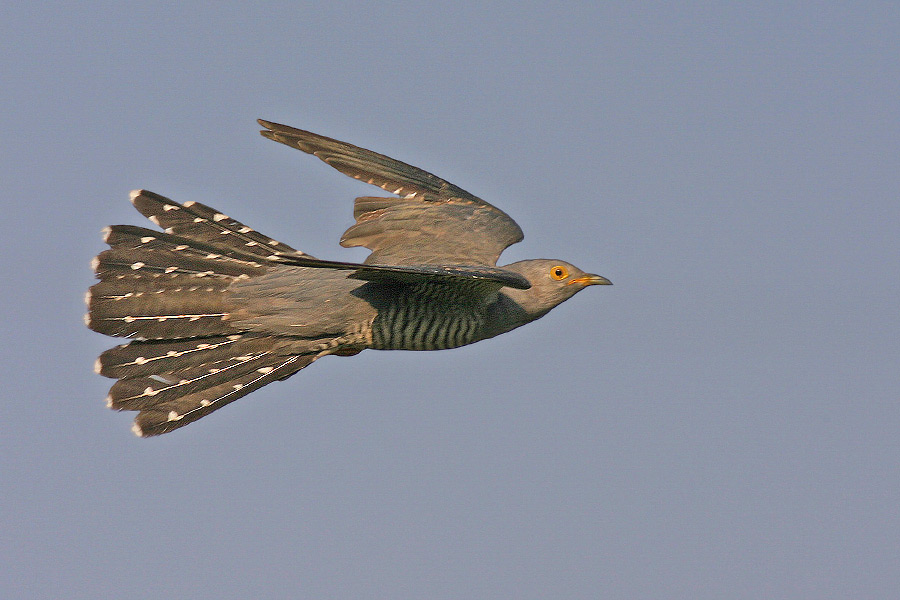
Cuculo comune in volo

I cuculi migratori sono dei grandi volatori: il koel codalunga che nidifica in Nuova Zelanda compie, per raggiungere il suo habitat invernale in Polinesia, Micronesia e Melanesia, un'impresa descritta come "forse la più ragguardevole migrazione sull'acqua di qualsiasi uccello terrestre"; invece il cuculo americano e il cuculo occhirossi, che nidificano in Nord America, volano senza sosta per 4000 km attraverso il Mar dei Caraibi. Altre notevoli migrazioni includono quelle del cuculo minore che si sposta dall'India al Kenya per 3000 km attraverso l'Oceano Indiano, e quelle del cuculo comune che, dall'Europa, vola senza soste nel suo viaggio verso l'Africa meridionale, attraversando il Mar Mediterraneo e il Deserto del Sahara.
In Africa, dieci specie intraprendono migrazioni intracontinentali, passando la stagione non riproduttiva nelle zone centrali e tropicali del continente e migrando a nord o a sud per nidificare in zone più aride come savane e deserti.Questo contrasta con le specie dei Neotropici, che non intraprendono alcun tipo di spostamento, e con quelle dell'Asia tropicale, dove solo una migra. L'83% delle specie australiane sono migratrici parziali all'interno dell'Australia stessa o viaggiano verso l'Indonesia o la Nuova Guinea dopo la stagione riproduttiva.

## Biologia
I cuculi sono per la maggior parte uccelli solitari, di rado avvistati in coppia o all'interno di un gruppo, sono timidi e riservati, più spesso uditi che avvistati. La più grande eccezione all'interno della famiglia è rappresentata dagli ani che, oltre ad avere un evoluto sistema cooperativo durante la nidificazione e altri comportamenti sociali, si avvicinano spesso senza timore agli esseri umani e ad altre specie. I Cuculidi in genere sono anche uccelli diurni, sebbene molte specie emettono il loro richiamo di notte.

### Alimentazione

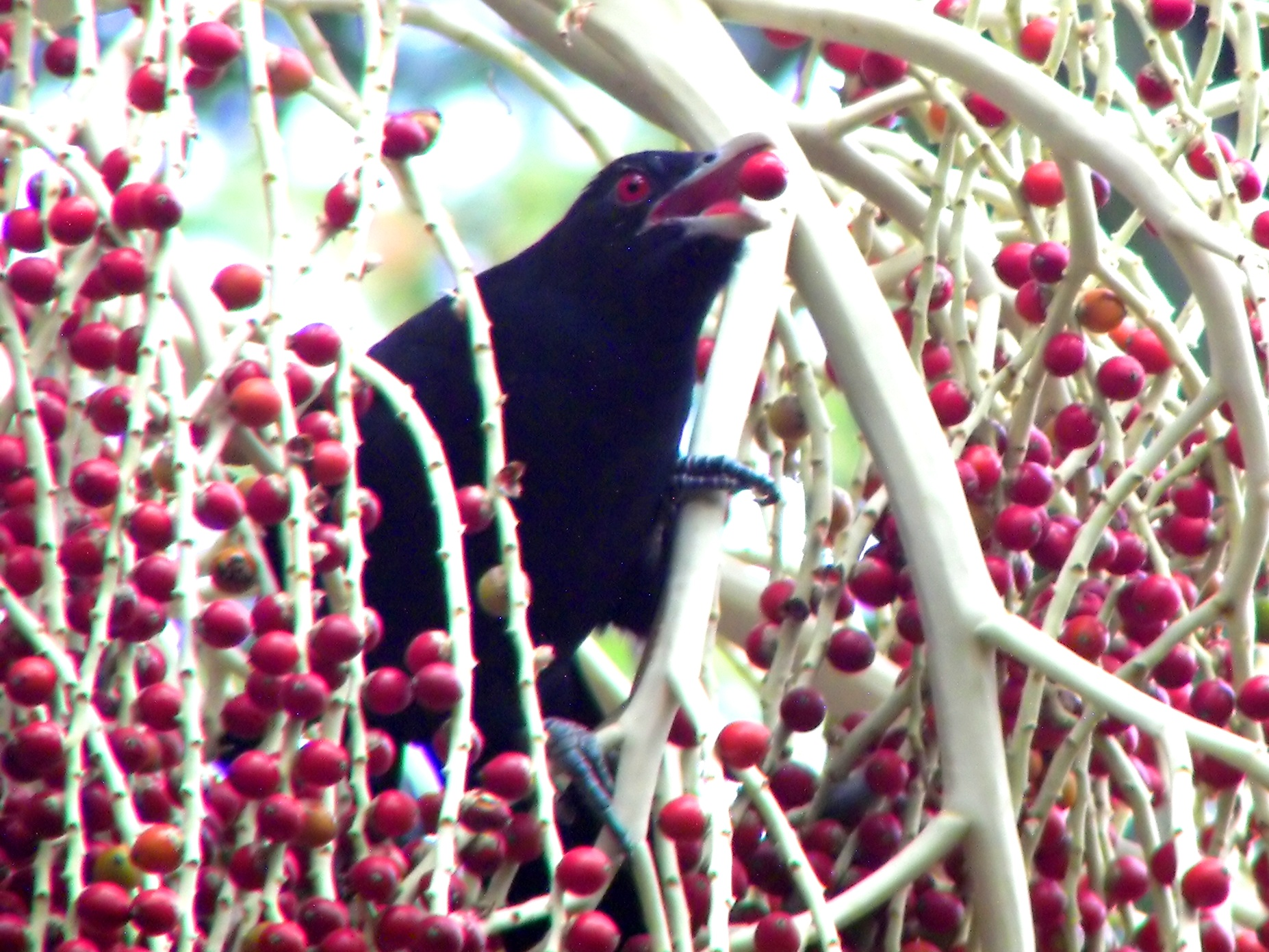
A differenza di molti cuculi, il Koel comune è principalmente frugivoro.

I cuculi sono insettivori nella maggior parte dei casi, specializzati nel mangiare grossi insetti e bruchi, incluse le specie pelose e nocive evitate da altri uccelli. Hanno un comportamento insolito tra gli uccelli: prima di ingoiare la preda, la strofinano avanti e indietro su una superficie dura come la corteccia di un ramo e poi la frantumano con una speciale placca ossea posto nel retro della bocca.Essi comunque mangiano una gran varietà di altri insetti e anche altri tipi di animali. I cuculi lucertola che vivono nei Caraibi sono specializzati nella cattura delle lucertole, anche a causa della relativa assenza sul territorio di rapaci. I cuculi terricoli come i cucal e i roadrunner cacciano, oltre alle lucertole, anche vari serpenti, piccoli roditori e altri uccelli, che colpiscono con i loro forti becchi. Le specie terricole appartenenti al genere Neomorphus talvolta sono state osservate nutrirsi in associazione a sciami di formiche legionarie, sebbene non siano a questi strettamente legati come succede per alcuni Thamnophilidae (mangiaformiche, averle formichiere, scriccioli formichiere, etc.). Gli ani si cibano a terra, seguendo il bestiame o altri grandi mammiferi; in un modo simile a quello degli aironi guardabuoi, essi afferrano le prede che si alzano in volo al passaggio del bestiame, godendo così di un'alta percentuale di successo nella raccolta di cibo.
I cuculi parassitici di solito non sono presenti negli stormi di specie miste che si muovono in cerca di cibo, ma alcuni studi nell'Australia occidentale hanno evidenziato che ciò avviene in parecchie specie durante la stagione non riproduttiva.
Molti koel, coua e il cuculo becco scanalato si nutrono di frutti, ma non sono esclusivamente frugivori. I koel parassiti di cova in particolare, mangiano principalmente frutta se vengono allevati da specie ospiti prettamente frugivore come il mangiafico di Timor o la cornacchia sibilante bianca e nera. Le altre specie si nutrono di frutti occasionalmente.

### Riproduzione
I Cuculidi sono un gruppo di uccelli estremamente diversificato in merito alla nidificazione. La maggior parte delle specie sono monogame, ma esiste qualche eccezione. Gli ani e il cuculo Guira depongono le loro uova in nidi comuni, sebbene questo comportamento non è sempre collaborativo; una femmina infatti può talvolta rimuovere le altre uova presenti quando depone le proprie. La poliandria è sicuramente praticata dal cucal nerastro e si pensa possa essere praticata anche dagli altri cucal, forse a spiegazione del dimorfismo sessuale inverso del gruppo.
La maggioranza dei cuculi, compresi le malcoa, i cua, i cucal e i corridori della strada, costruiscono un nido proprio. Molte tra queste specie nidificano sugli alberi o tra i cespugli, ma i cucal depositano le loro uova sul suolo o su bassi arbusti. Nonostante in qualche occasione i cuculi non parassitici parassitino altre specie, il genitore continuerà a nutrire i suoi pulcini.
Le uova dei cuculi parassiti di cova sono simili a quelle delle specie ospiti; tutti gli altri cuculi depositano solitamente uova bianche. I pulli di tutte le specie sono nidicoli, cioè dipendono dalle cure parentali. Tra le specie non parassitiche i pulcini lasciano il nido appena in grado di volare, e alcune specie del Nuovo Mondo hanno il più breve periodo d'incubazione tra gli uccelli.

### Parassitismo di covata

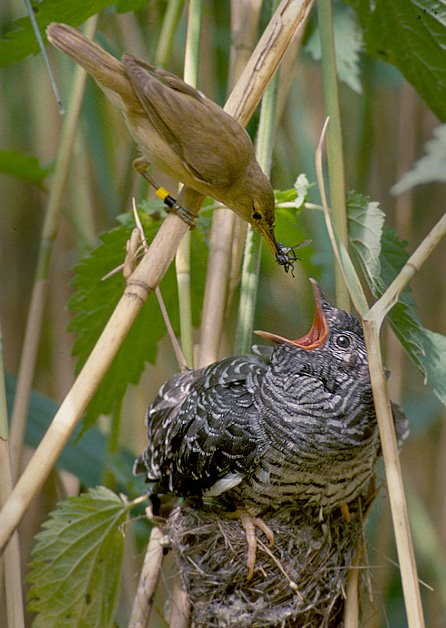
Questa cannaiola sta allevando un giovane di cuculo comune.

Tra i Cuculidi, circa 56 specie del Vecchio Mondo e 3 del Nuovo Mondo sono parassite di cova, cioè lasciano le proprie uova nel nido di altri uccelli. L'esempio meglio conosciuto è il cuculo comune europeo. Queste specie sono parassite obbligate, il che significa che non possono riprodursi in nessun altro modo. Oltre alle specie sopraccitate, ne esistono altre che non sono parassite obbligate, ma che talvolta depositano ugualmente il proprio uovo nel nido di altri individui della stessa specie affinché crescano il proprio pulcino.
Le uova dei cuculi si schiudono prima di quelle degli "ospiti" e i pulli crescono più in fretta. Non è raro che i pulcini del cuculo si sbarazzino delle uova o dei pulcini della specie ospite, sebbene non abbiano tempo per imparare questo comportamento: ciò fa supporre che si tratti di un'azione istintiva trasmessa geneticamente. I pulcini incitano l'ospite a tenere il passo con il loro alto ritmo di crescita per mezzo di richiami insistenti e tenendo la bocca aperta che funziona da segnale stimolante.
Le femmine dei cuculi parassiti si sono adattate e depositano uova che assomigliano strettamente a quelle dell'ospite scelto. Questo comportamento ha generato un contro-adattamento da parte di alcune delle specie parassitate (esempio della coevoluzione ospite-parassita) che le vede in grado di distinguere le proprie uova da quelle dei cuculi, e riconoscendole,gli uccelli di queste specie le gettano fuori del nido. I cuculi parassiti sono raggruppati in gentes, dove ogni gens è specializzata nel parassitare un particolare ospite. Ci sono alcune prove che le gentes differiscono geneticamente l'un l'altra.

### Voce
I cuculi sono spesso altamente riservati e in molti casi meglio conosciuti per il loro vasto repertorio di richiami. In genere le voci sono relativamente semplici, assomigliando a fischi, singhiozzi o note di flauto. I richiami sono usati per dichiarare la proprietà di un territorio e per attirare un compagno. All'interno di una specie i richiami sono notevolmente regolari in ogni parte del proprio areale, anche in quelle specie con areali molto ampi. Ciò suggerisce, insieme al fatto che molte specie non sono allevate dai veri genitori, che i richiami dei cuculi siano innati e non appresi. Sebbene siano uccelli prevalentemente diurni, molti Cuculidi emettono i loro versi di notte.
Il termine cuculo, nonché il termine scientifico cuculus, è un nome onomatopeico dovuto al richiamo del cuculo comune, e ripreso come tale in svariate lingue (cuckoo in inglese, coucou in francese, cuco in spagnolo etc.). Alcuni dei nomi di altri generi e specie sono anch'essi derivati dai loro versi, come ad esempio per i koel di Asia e Australasia.
In molti Cuculidi i richiami sono distintivi di particolari specie e sono utilizzati per la loro identificazione. Parecchie specie criptiche vengono meglio identificate sulla base dei loro richiami.

## Tassonomia
La famiglia è suddivisa in 5 sottofamiglie, 33 generi e 149 specie:
- Sottofamiglia Crotophaginae
  - Genere Guira - R.Lesson, 1830 (1 specie)
  - Genere Crotophaga Linnaeus, 1758 (3 spp.)
- Sottofamiglia Neomorphinae
  - Genere Tapera Thunberg, 1819 (1 sp.)
  - Genere Dromococcyx zu Wied-Neuwied, 1832 (2 spp.)
  - Genere Morococcyx Sclater, 1862 (1 sp.)
  - Genere Geococcyx Wagler, 1831  (2 spp.)
  - Genere Neomorphus Gloger, 1827 (5 spp.)
- Sottofamiglia Centropodinae
  - Genere Centropus Illiger, 1811 (29 spp.)
- Sottofamiglia Couinae
  - Genere Carpococcyx Gray, 1840 (3 spp.)

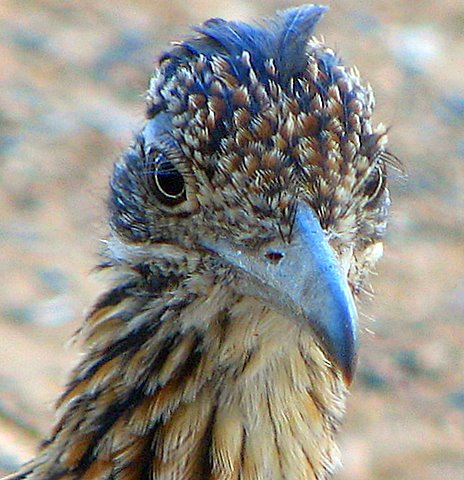
Corridore della strada, Geococcyx californianus

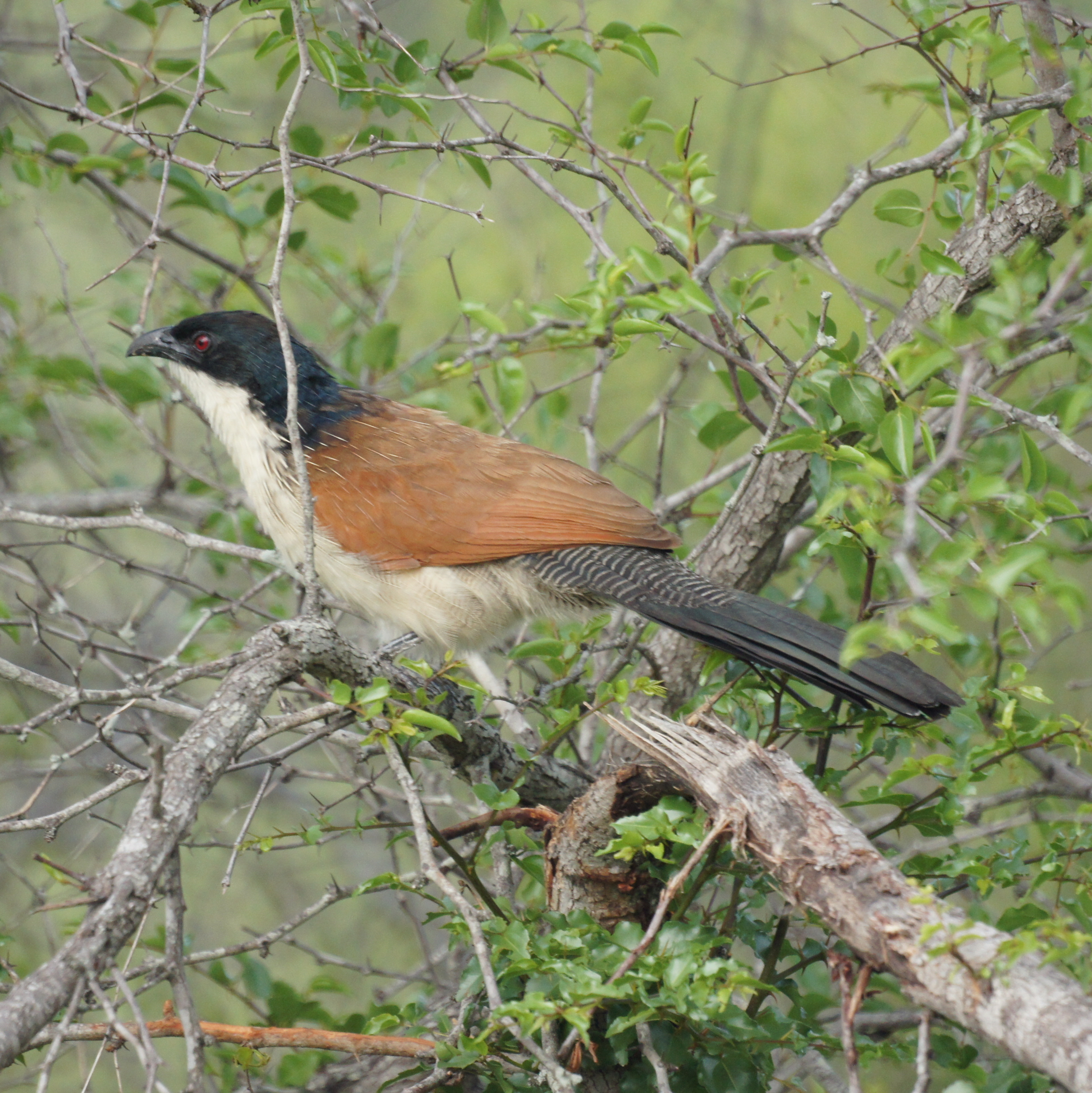
Cuculo fagiano dai sopraccigli bianchi, Centropus superciliosus

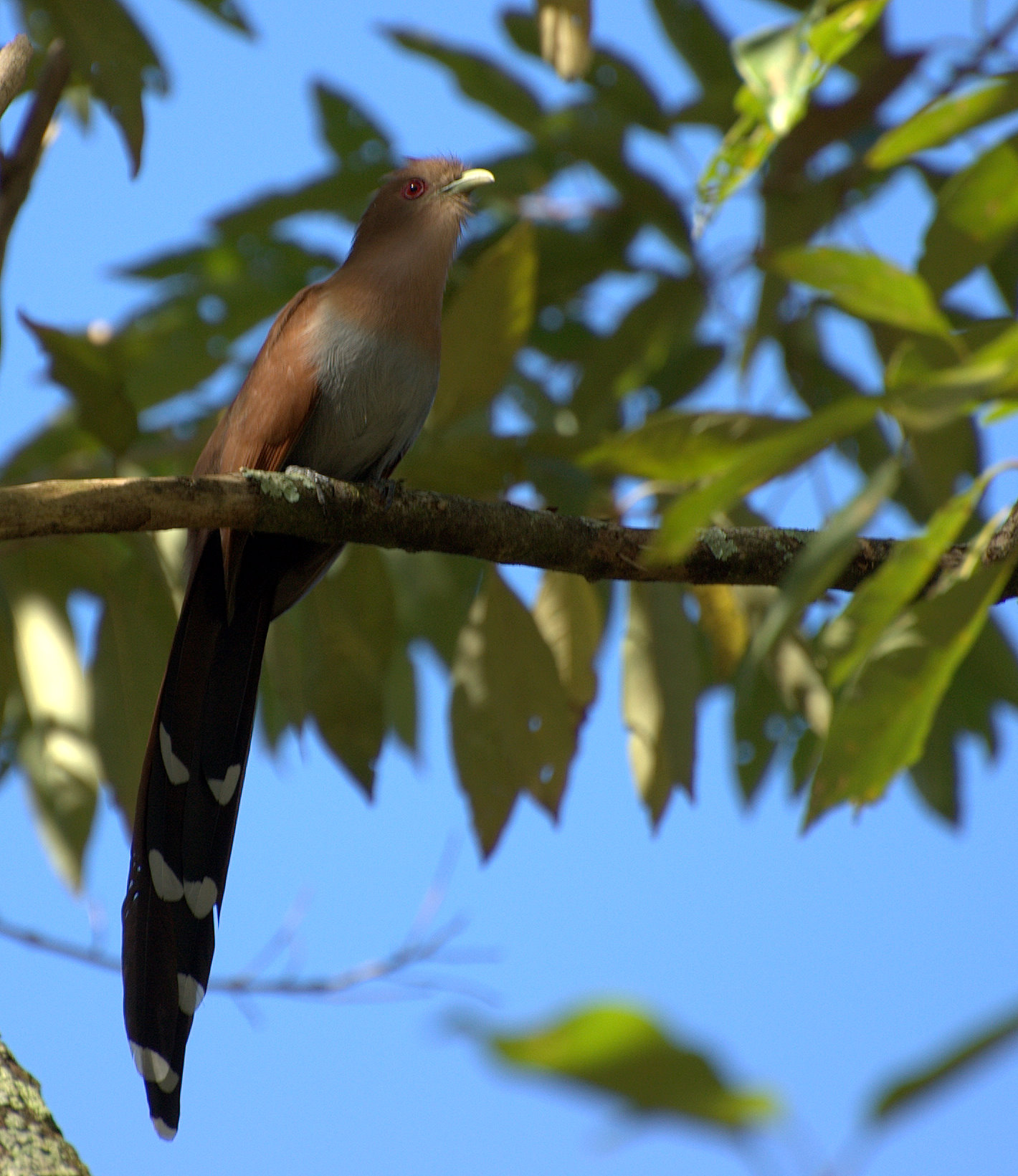
Cuculo scoiattolo della Cayenna, Piaya cayana

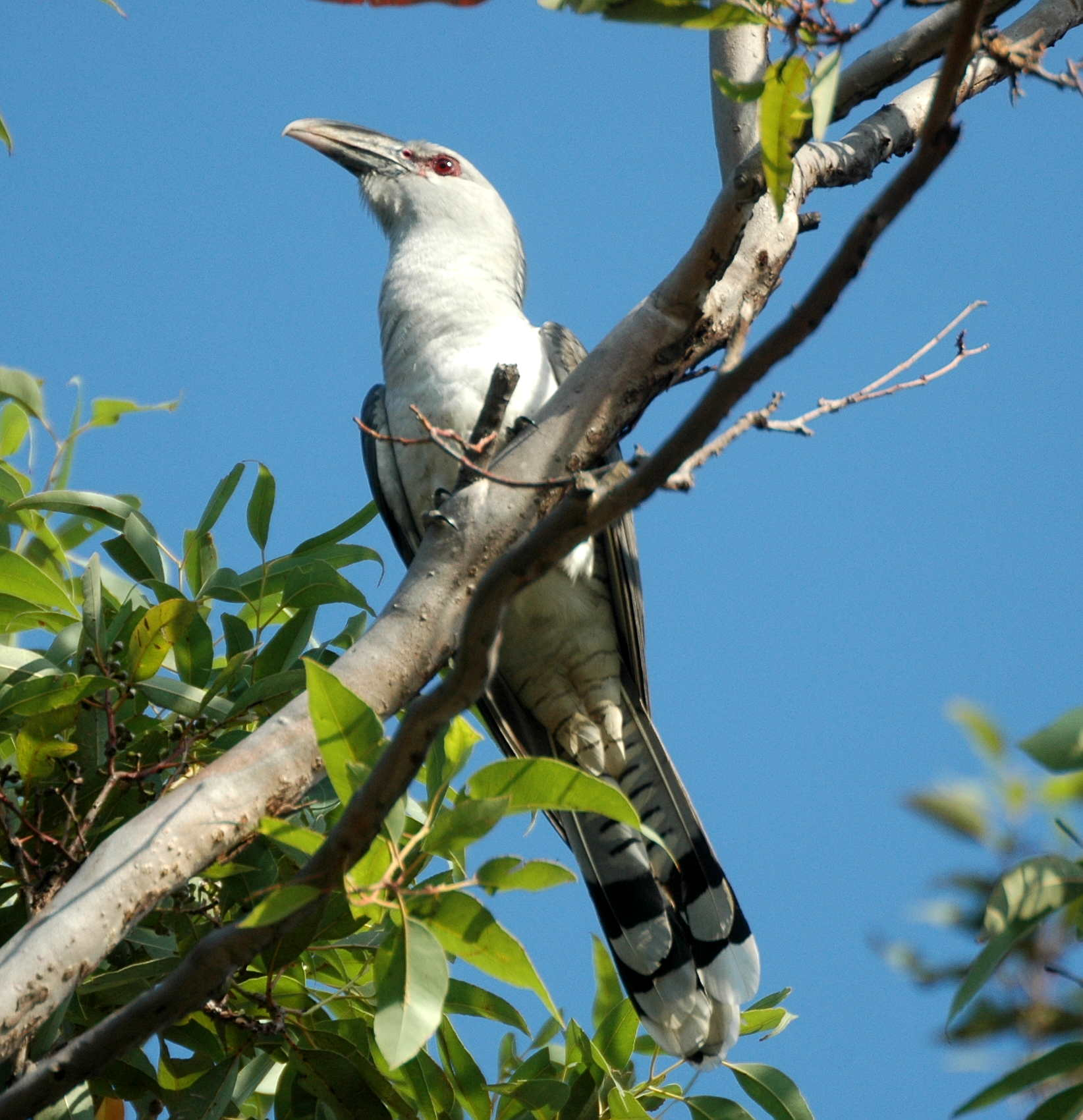
Cuculo beccoscanalato, Scythrops novaehollandiae

  - Genere Coua Schinz, 1821 (9 spp. viventi, 1 estinta)
- Sottofamiglia Cuculinae
  - Genere Rhinortha Vigors, 1830 (1 sp.)
  - Genere Ceuthmochares Cabanis & Heine, 1863 (2 spp.)
  - Genere Taccocua Lesson, 1830 (1 sp.)
  - Genere Zanclostomus Swainson, 1837 (1 sp.)
  - Genere Rhamphococcyx Cabanis & Heine, 1863 (1 sp.)
  - Genere Phaenicophaeus Stephens, 1815 (6 spp.)
  - Genere Dasylophus Swainson, 1837 (2 spp.)
  - Genere Clamator Kaup, 1829 (4 spp.)
  - Genere Coccycua Lesson, R, 1830 (3 spp.)
  - Genere Piaya Lesson, R, 1830 (2 spp.)
  - Genere Coccyzus Vieillot, 1816 (13 spp.)
  - Genere Pachycoccyx Cabanis, 1882 (1 sp.)
  - Genere Microdynamis Salvadori, 1878 (1 sp.)
  - Genere Eudynamys Vigors & Horsfield, 1827 (3 spp.)
  - Genere Urodynamis Salvadori, 1880 (1 sp.)
  - Genere Scythrops Latham, 1790 (1 sp.)
  - Genere Chrysococcyx Boie, 1826 (13 spp.)
  - Genere Cacomantis Müller, 1843 (10 spp.)
  - Genere Cercococcyx Cabanis, 1882 (3 spp.)
  - Genere Surniculus Lesson, 1830 (4 spp.)
  - Genere Hierococcyx Müller, 1845 (8 spp.)
  - Genere Cuculus Linnaeus, 1758 (11 spp.)
- Incertae sedis
  - Genere Nannococcyx Olson, 1975 (1 sp. estinta)

Sono noti inoltre i seguenti generi fossili: 
- Genere Cursoricoccyx - fossile (Inizio Miocene di Logan County, USA) - Neomorphinae?
- Genere Dynamopterus - fossile (Tardo Eocene/Inizio Oligocene di Caylus, Francia)
- Genere Eocuculus - fossile (Tardo Eocene di Teller County, USA)
- Genere Neococcyx - fossile (Inizio Oligocene del Centro-Nord America)